# Mario Todman
Mario Todman (* 29. November 1974 in Road Town) ist ein ehemaliger Leichtathlet der Britischen Jungferninseln.

## Karriere
Todman trat bei den Olympischen Sommerspielen 1996 an. Zusammen mit seinem Bruder Willis Todman schied er im 4-mal-100-Meter-Staffellauf der Männer im Vorlauf aus. Auch nahm er am 4-mal-400-Meter-Staffellauf teil, schied hier jedoch auch bereits in der Vorrunde aus.